# Église Saint-Sauveur du Faou
Pour les articles homonymes, voir Église Saint-Sauveur.
L'église Saint-Sauveur est l'église paroissiale de la commune du Faou, dans le département du Finistère. L'église, inscrite monument historique en 1932, se trouve dans un ancien enclos paroissial, dont il subsiste la porte monumentale.

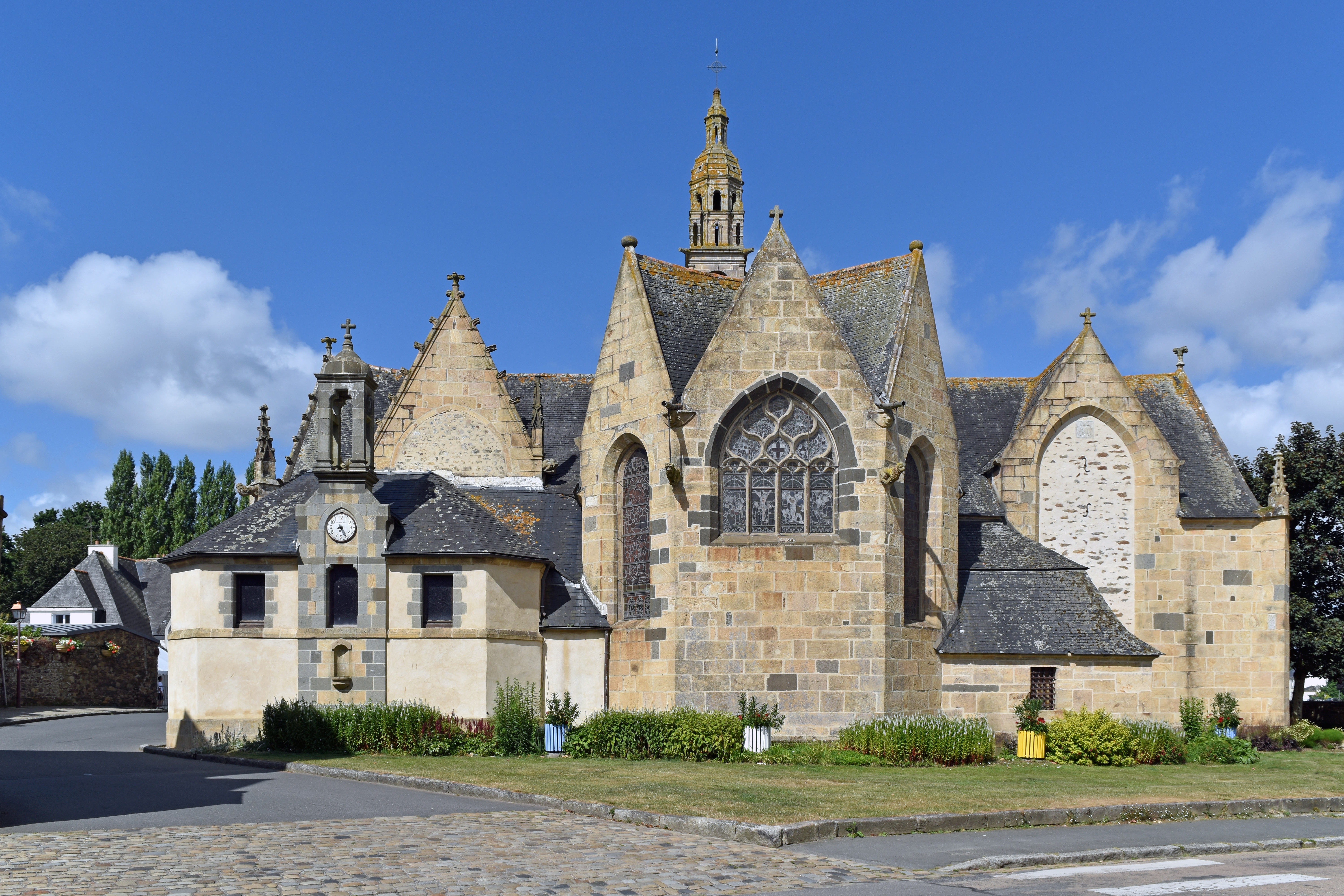
Vue du chevet.

## Historique et description
L'église fut fondée par les Hospitaliers de l'ordre de Saint-Jean de Jérusalem ; l'édifice fut reconstruit en 1544 et en 1680, au fin clocher en dôme du style Renaissance, et faisant face au port. Sa courte nef contraste avec un large transept double. Le clocher, très élevé, date de 1629, le porche porte les dates de 1593 et 1613 et a conservé ses statues de bois des douze apôtres, le chevet (de style Beaumanoir) date de 1680. Le maître-autel et les deux confessionnaux datent du XVIIe siècle ainsi que les fonts baptismaux : la cuve baptismale aux serpents est unique en Bretagne par la richesse de sa sculpture. De nombreuses statues ornent l'église dont celles de Notre-Dame de Pitié, deux Vierges-Mères, saint Herbot, saint Yves, saint Éloi, sainte Barbe, etc.
Pour agrandir le cimetière et la sacristie sud (reconstruite en 1877), Magdeleine de Launay et Olivier Le Goff, sieur et dame de Penayeun donnèrent, en 1677, une vieille mazière et le terrain jouxtant le chevet de l’église. L'ossuaire a été détruit vers 1880 pour permettre l'élargissement de la route qui était alors la route nationale allant de Landerneau à Nantes via Quimper.
On remarque aussi, comme pour plusieurs édifices du Finistère, l’utilisation de la pierre jaune de Logonna avec ses veinures brunes sur fond ocre, ainsi que la pierre sombre de Kersanton pour les sculptures principalement.
Les vitraux de l'église ont disparu, y compris les vitraux implantés par les peintes vitriers Saluden de Landerneau dans la décennie 1930, détruits par le vandalisme. L'un d'entre eux représentait "saint Jaoua évangélise le pays du Faou".

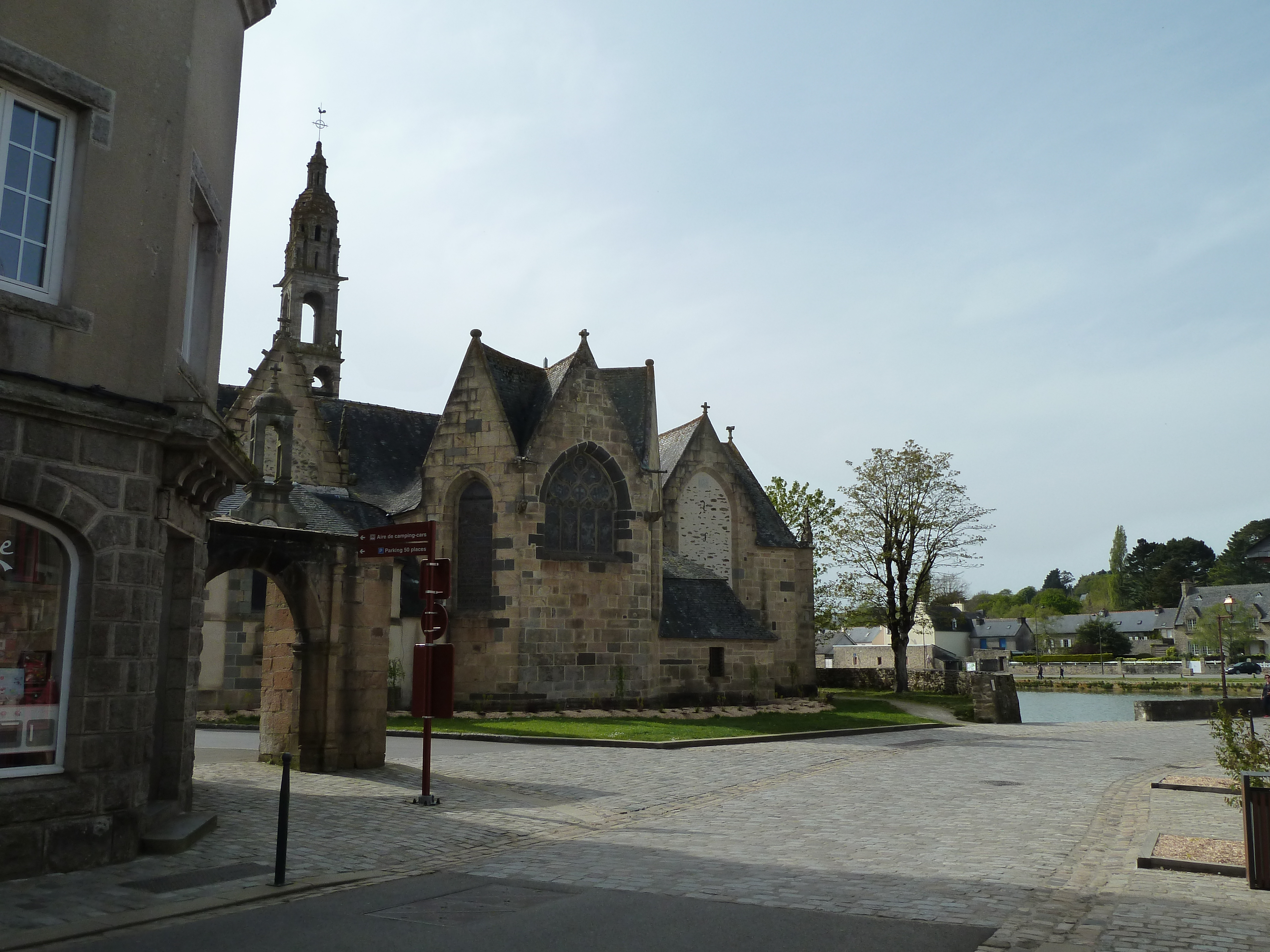
Abside de l'église et porte de l'ancien enclos paroissial.
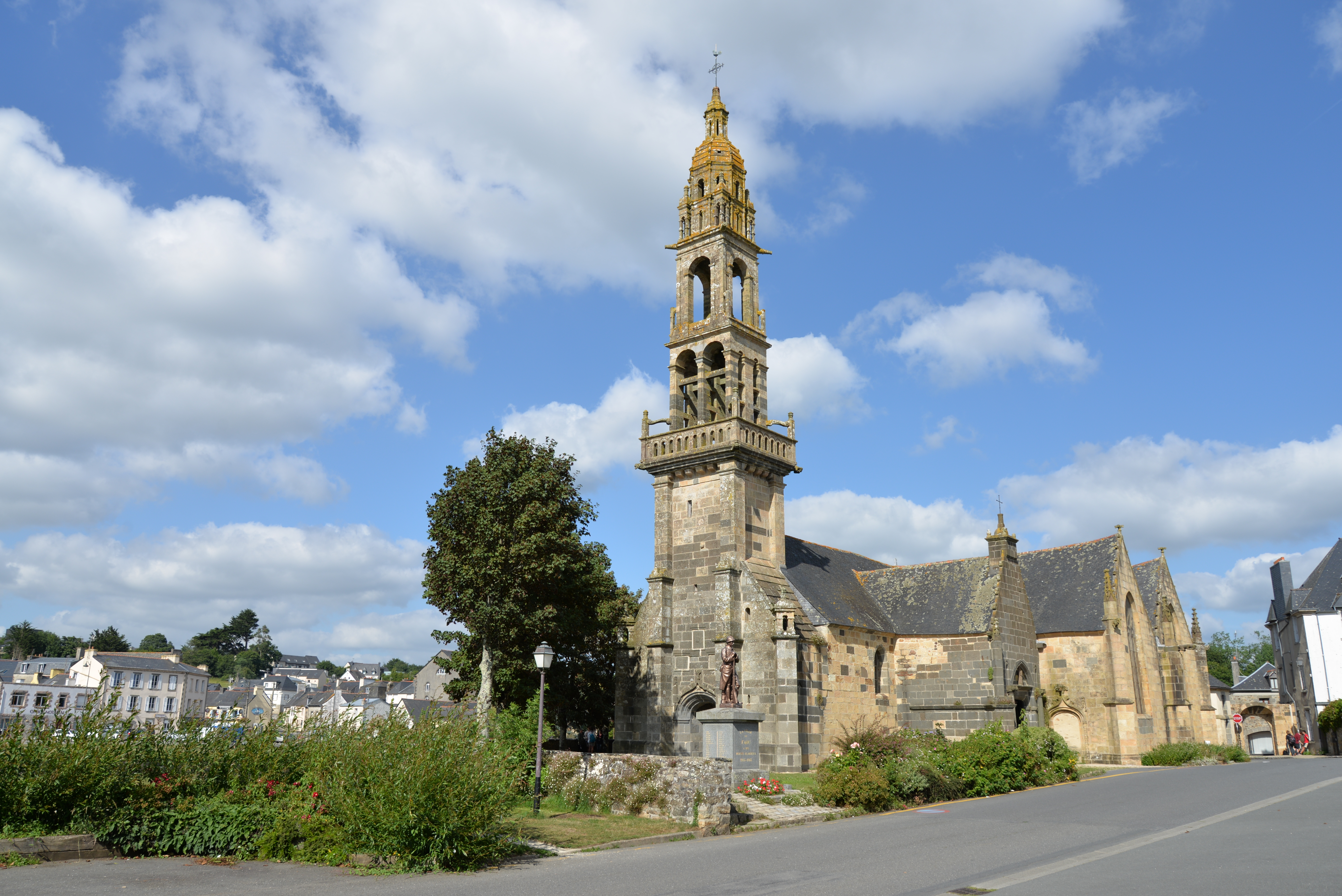
Le Faou : l'église paroissiale Saint-Sauveur
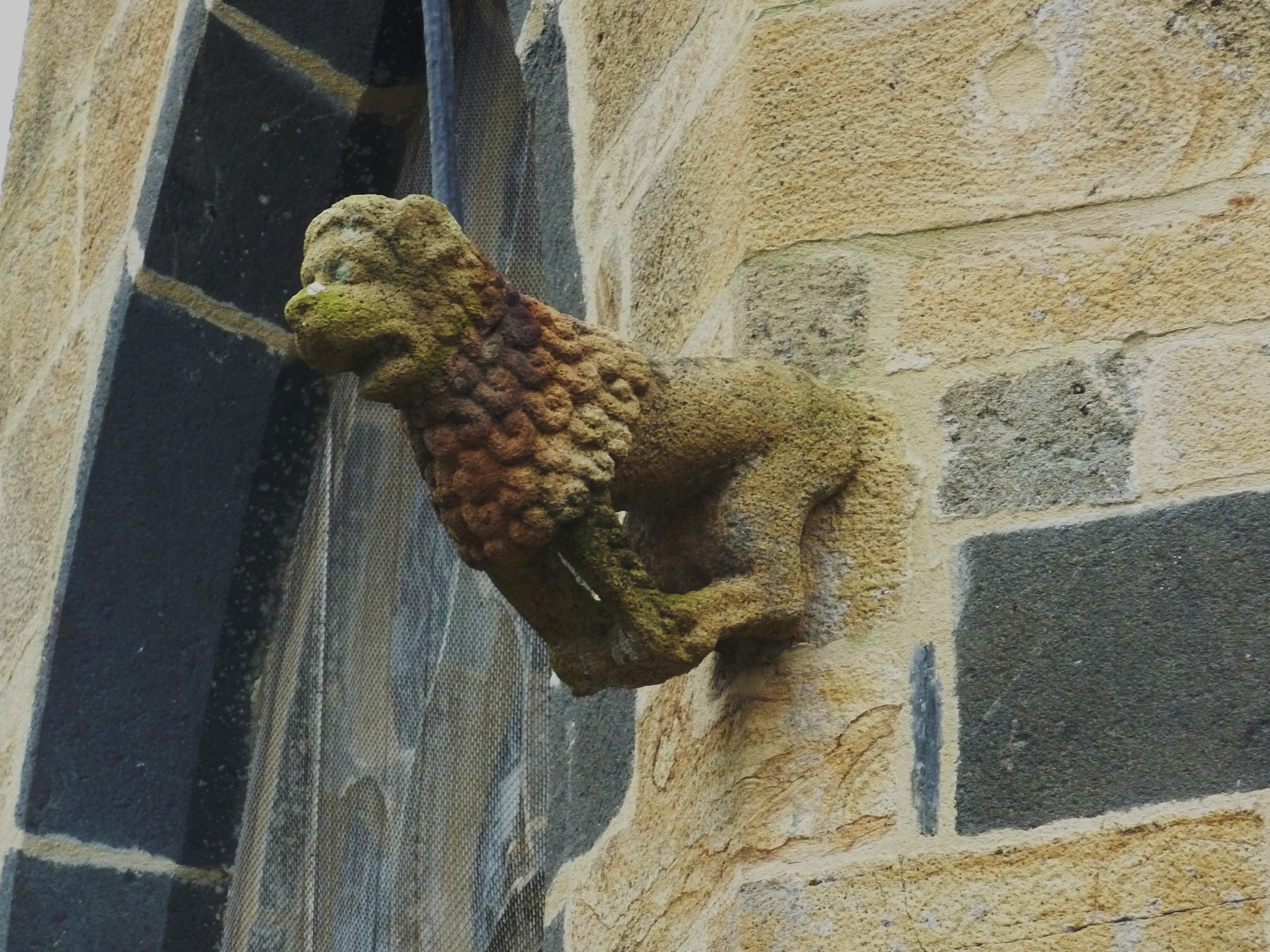
Le Faou : église paroissiale Saint-Sauveur, gargouille
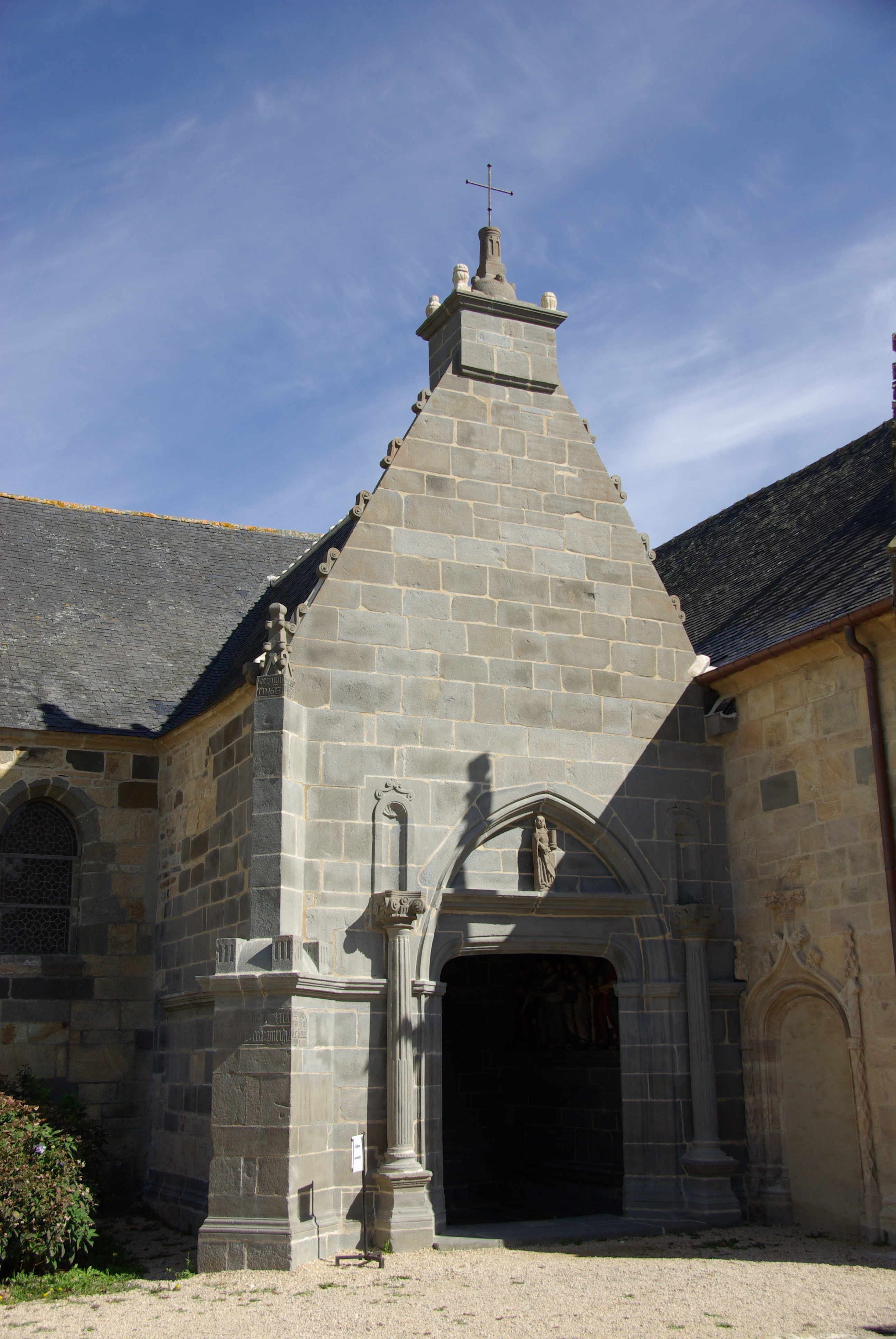
Porche méridional.
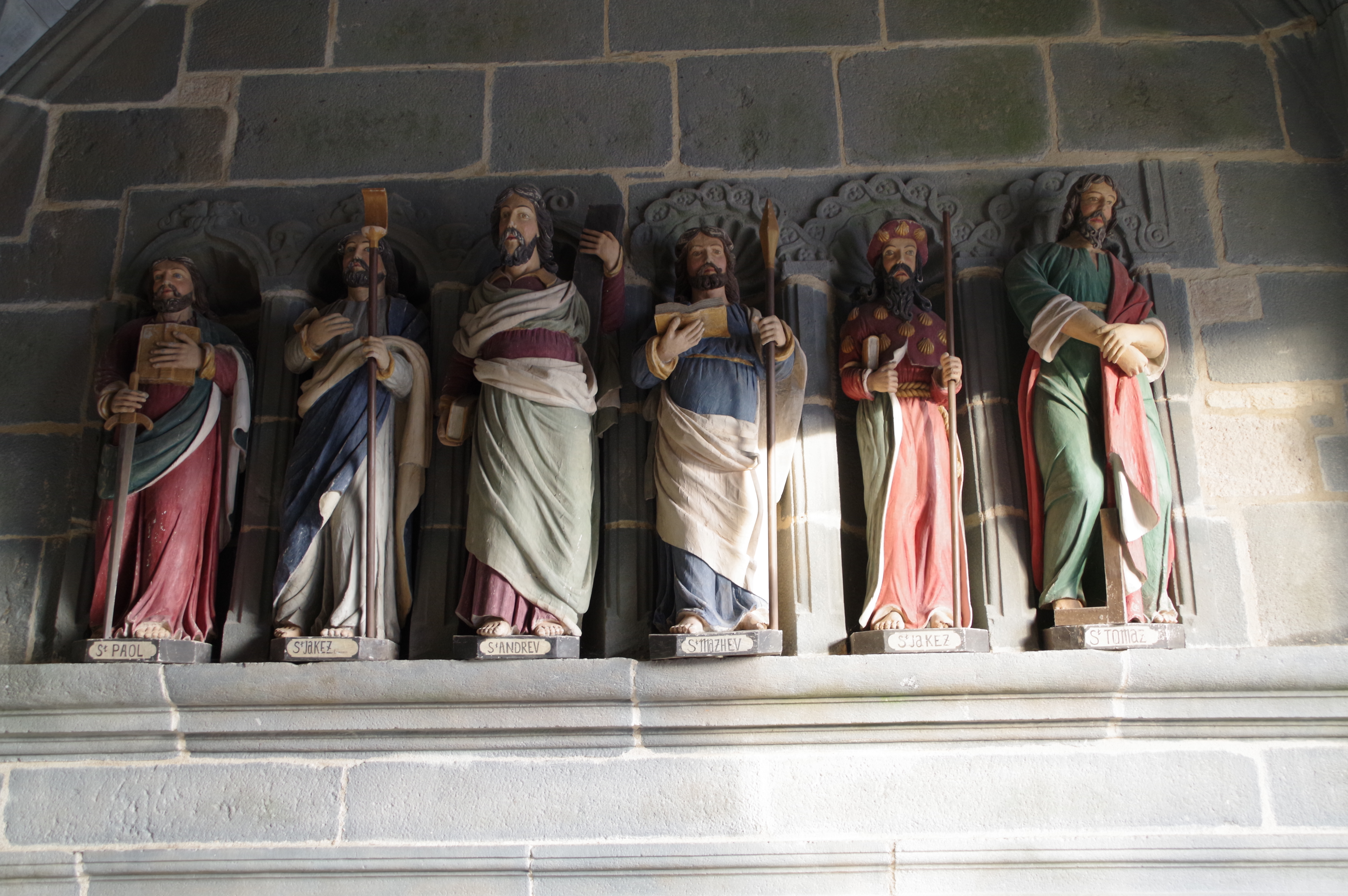
Le Faou : église paroissiale Saint-Sauveur, six saints du porche.
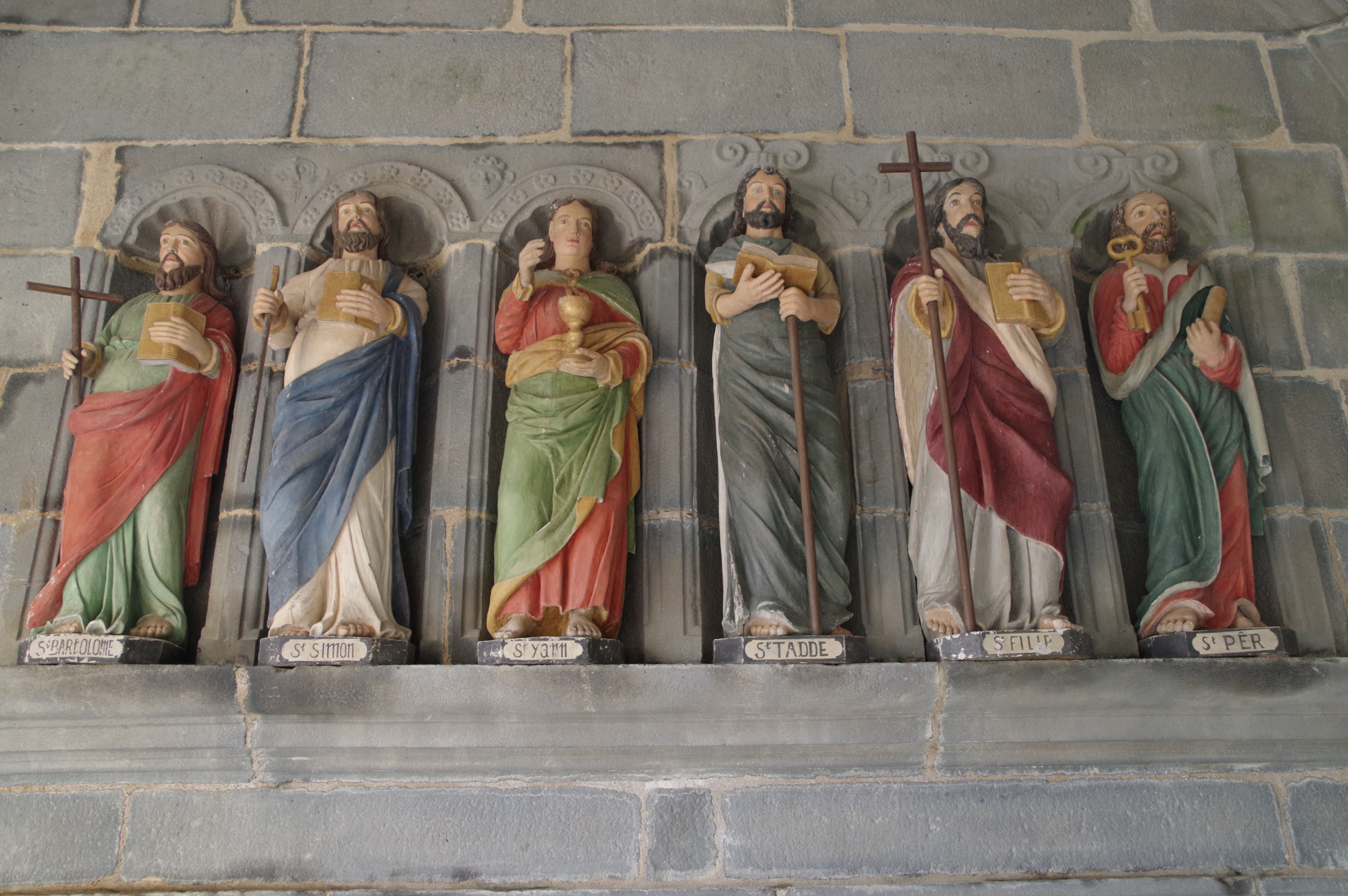
Le Faou : église paroissiale Saint-Sauveur, les six autres saints du porche.
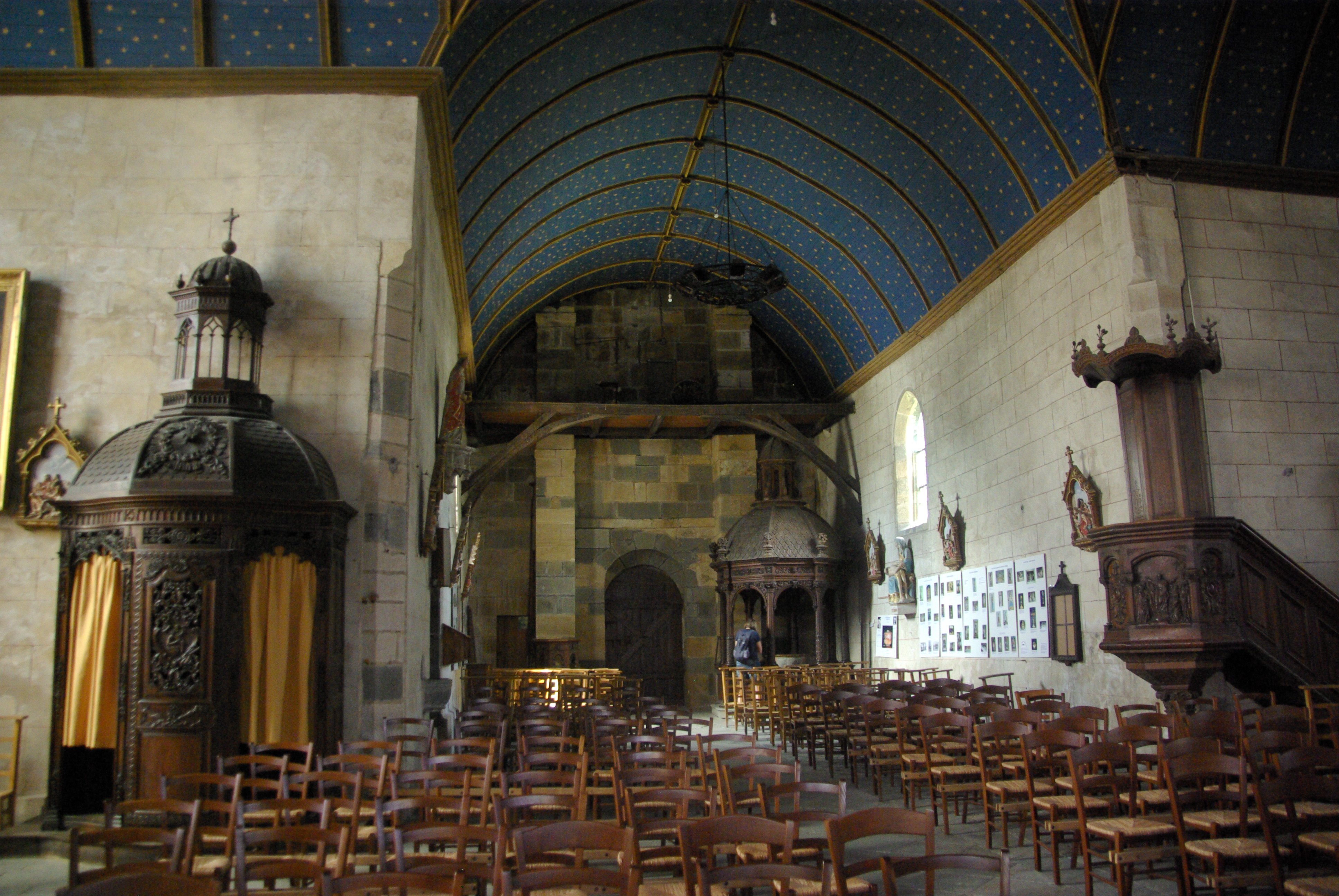
La nef.
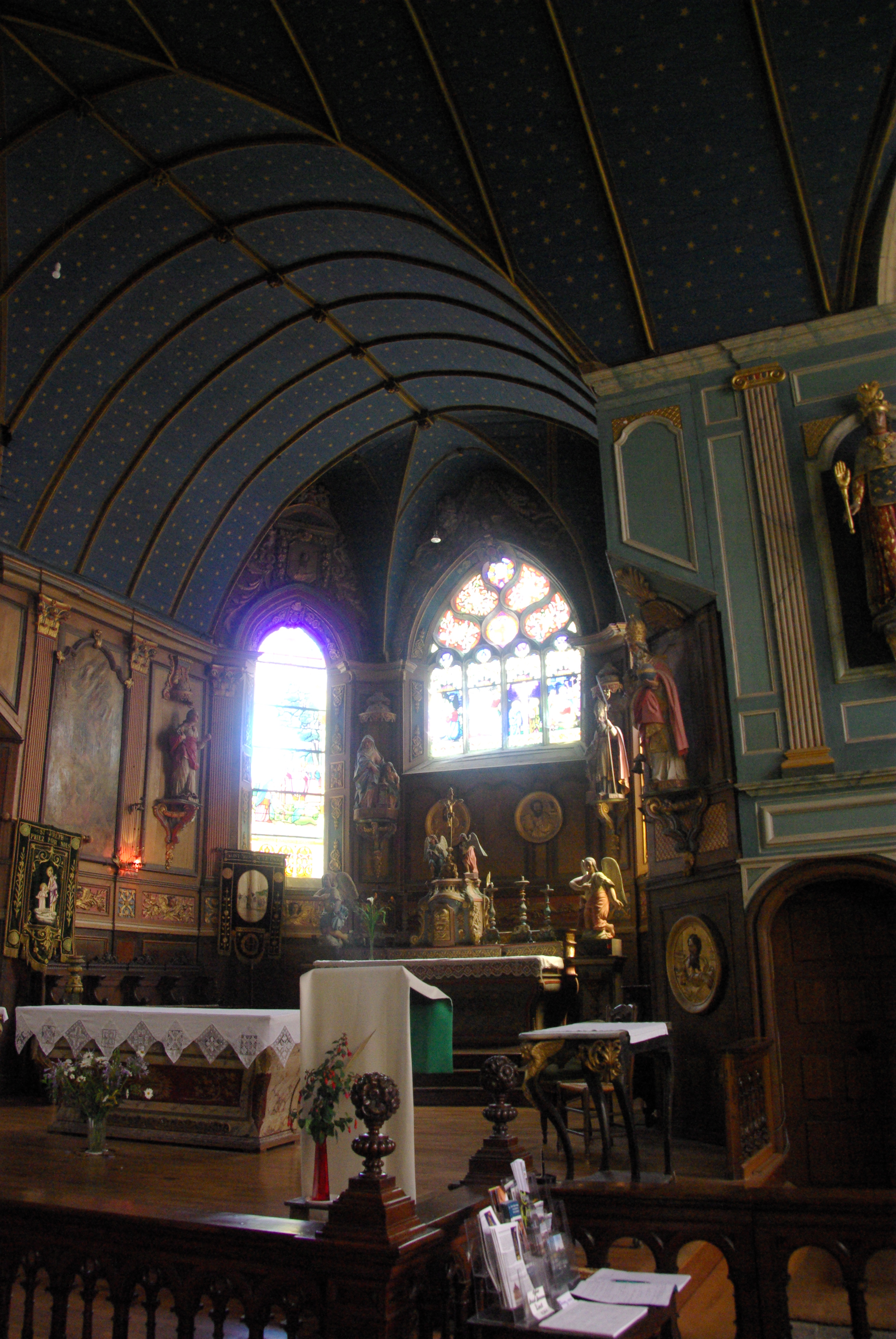
Le chœur.
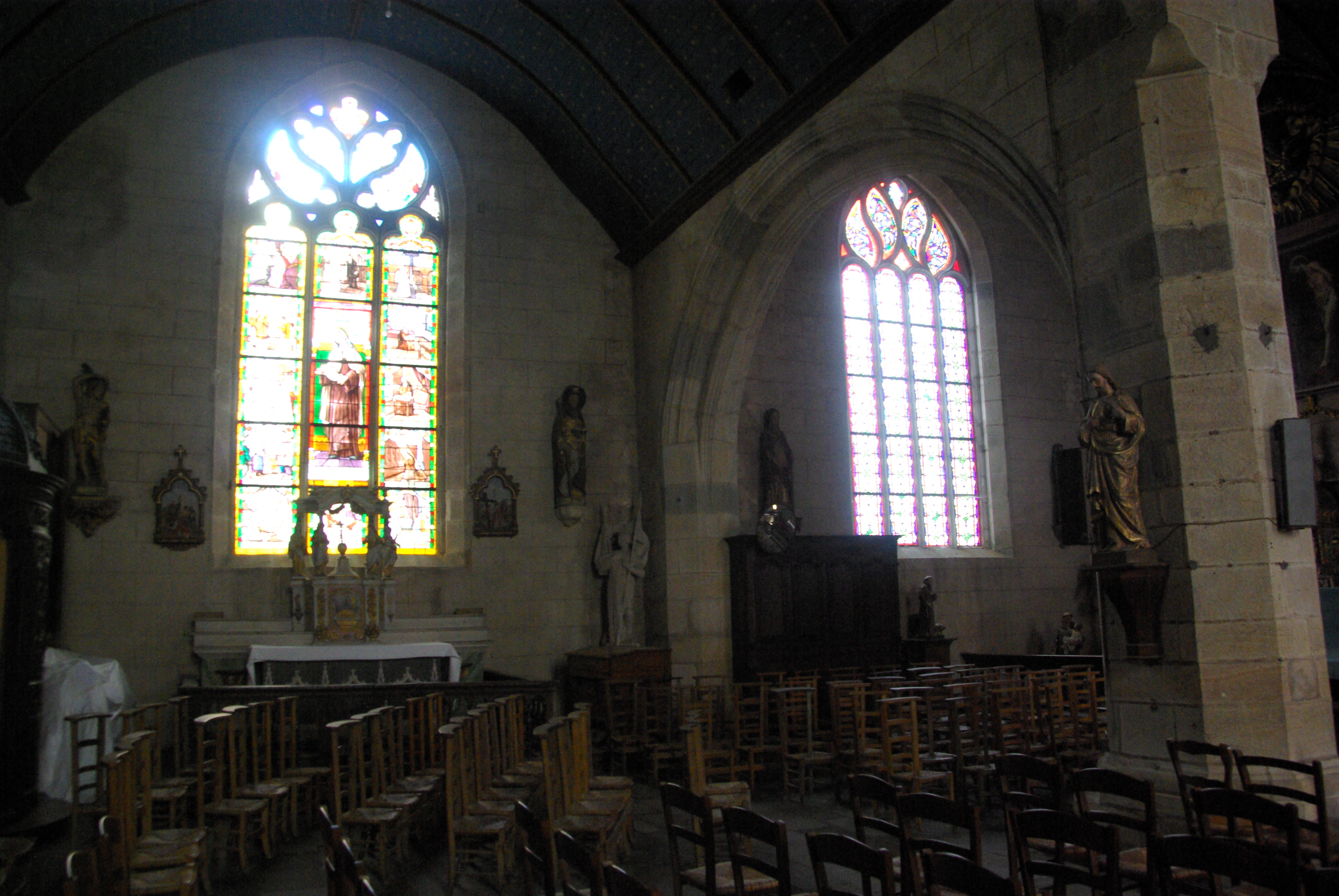
Le double transept.
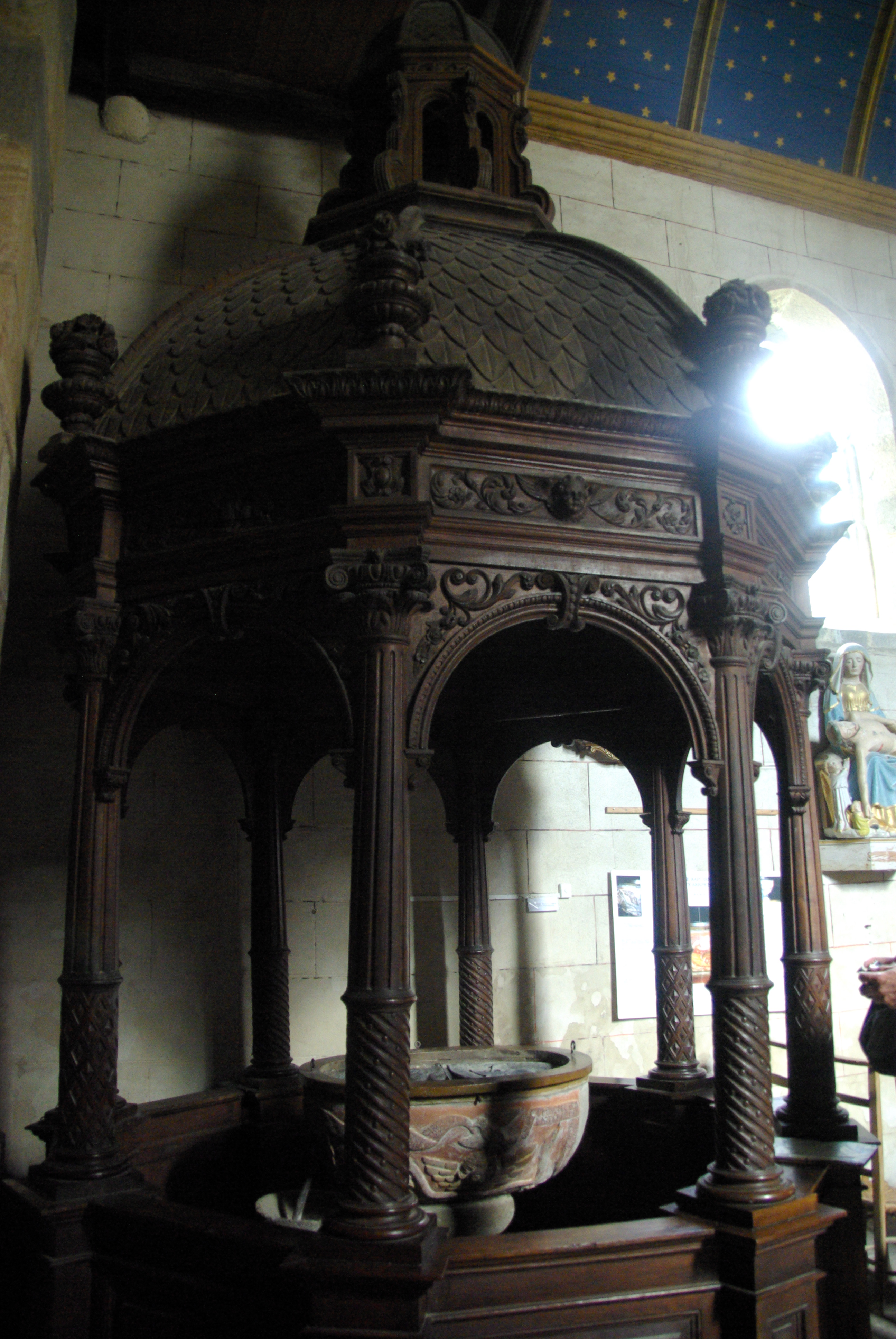
Cuve baptismale aux serpents sous son baldaquin.

## Objets remarquables
Un calice en argent repoussé et ciselé présentant de nombreuses ornementations, et à fausse coupe entièrement dorée. Dans le pied se trouve l'inscription : « pour Sct Sauveur du Faou, 1648 ». Bien que ce calice soit une réalisation de François Lapous père, la fausse coupe est un ajout postérieur (ou un remplacement) exécuté par l'orfèvre parisien Capello-Morel, ayant exercé dans la troisième moitié du XIXe siècle.